# Veneranda von Gallien

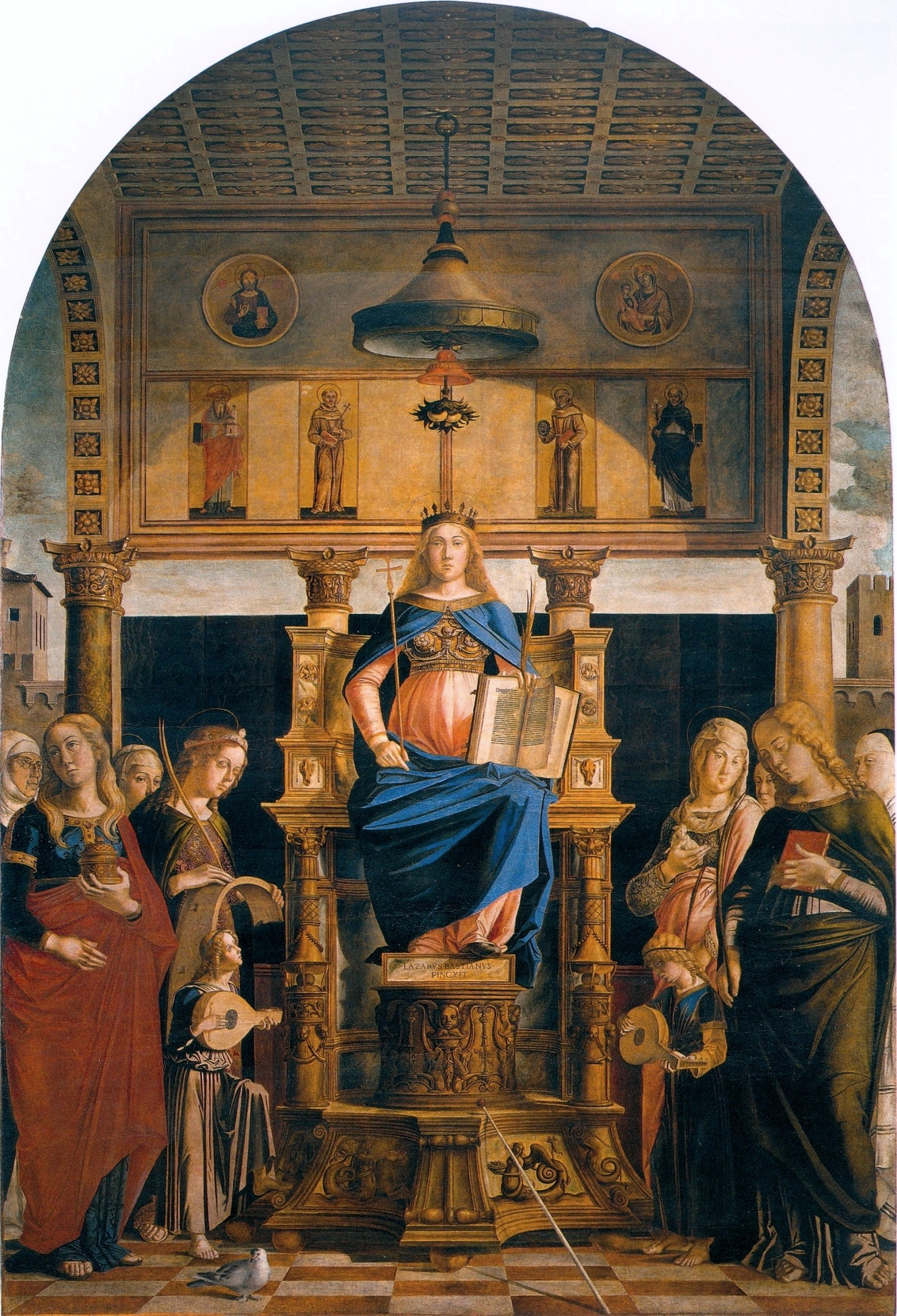
Lazzaro Bastiani: Heilige Veneranda auf dem Thron zwischen musizierenden Heiligen und Engeln

Veneranda von Gallien (auch  Venera; * um 100 in Gallien; † um 144 in Rom) war Jungfrau, Glaubensbotin und christliche Märtyrerin. Im Catalogus Sanctorum des Bischofs von Jesolo Pietro de’ Natali aus den Jahren 1369–1372 wird im Kapitel 61 Veneranda als Jungfrau erwähnt, die im 2. Jahrhundert in Gallien (im heutigen Frankreich) geboren und in Rom während der Christenverfolgung unter Kaiser Antoninus Pius (138–161) gemartert wurde. Von der katholischen Kirche wird sie nach dem Martyrologium Romanum am 14. November verehrt.
Nach dem Martyrologium Romanum hat sie in Gallien, ihrem Vaterland, unter Antoninus Pius gelitten.
Der Kult dieser Heiligen wird an vielen Orten in Italien praktiziert, wie z. B. in Mortara in der Lombardei, Sezze Romano im Latium, Ascoli Piceno, Fermignano, Pesaro und Santa Veneranda in den Marken, Angellara und Moio della Civitella in Kampanien, Lecce in Apulien, Carfizzi, Crotone, Gerace und Pavigliana in Kalabrien, Acireale, Avola, Grotte, Santa Venerina in Sizilien u. a. mehr.

## Der Name
Der Name Veneranda ist lateinischen Ursprungs und bedeutet „verehrungswürdig“. Über Veneranda ist wenig bekannt, unter anderem ist sie die einzige Heilige mit diesem Namen, während es drei Heilige mit Namen Venerandus gibt.
Eine andere Deutung des Namens ist eine Ableitung von Venera, von dem dies venera, dem der Venus geweihten Tag (Freitag), was auf einen Freitag als Geburtstag hinweisen könnte.

## Hagiographie
Nach unsicheren Notizen soll Veneranda die Tochter der Christen Agathon und Polena gewesen, in der römischen Provinz Gallien aufgewachsen und mit großer Sorgfalt erzogen und unterrichtet worden sein. Als Jungfrau widmete sie sich der Armenfürsorge und der Unterrichtung und Erziehung weiblicher Katechumenen. Im Alter von 39 Jahren verließ sie ihre Heimat Gallien und begab sich nach Rom, wo sie zur Zeit der Christenverfolgung unter dem römischen Kaiser Antoninus Pius durch den Präfekten Asclepiades (oder Asclepius) gefangen genommen und vorübergehend eingekerkert wurde. An verschiedenen Orten wurde sie durch verschiedene Marter gepeinigt und zuletzt 144 enthauptet.

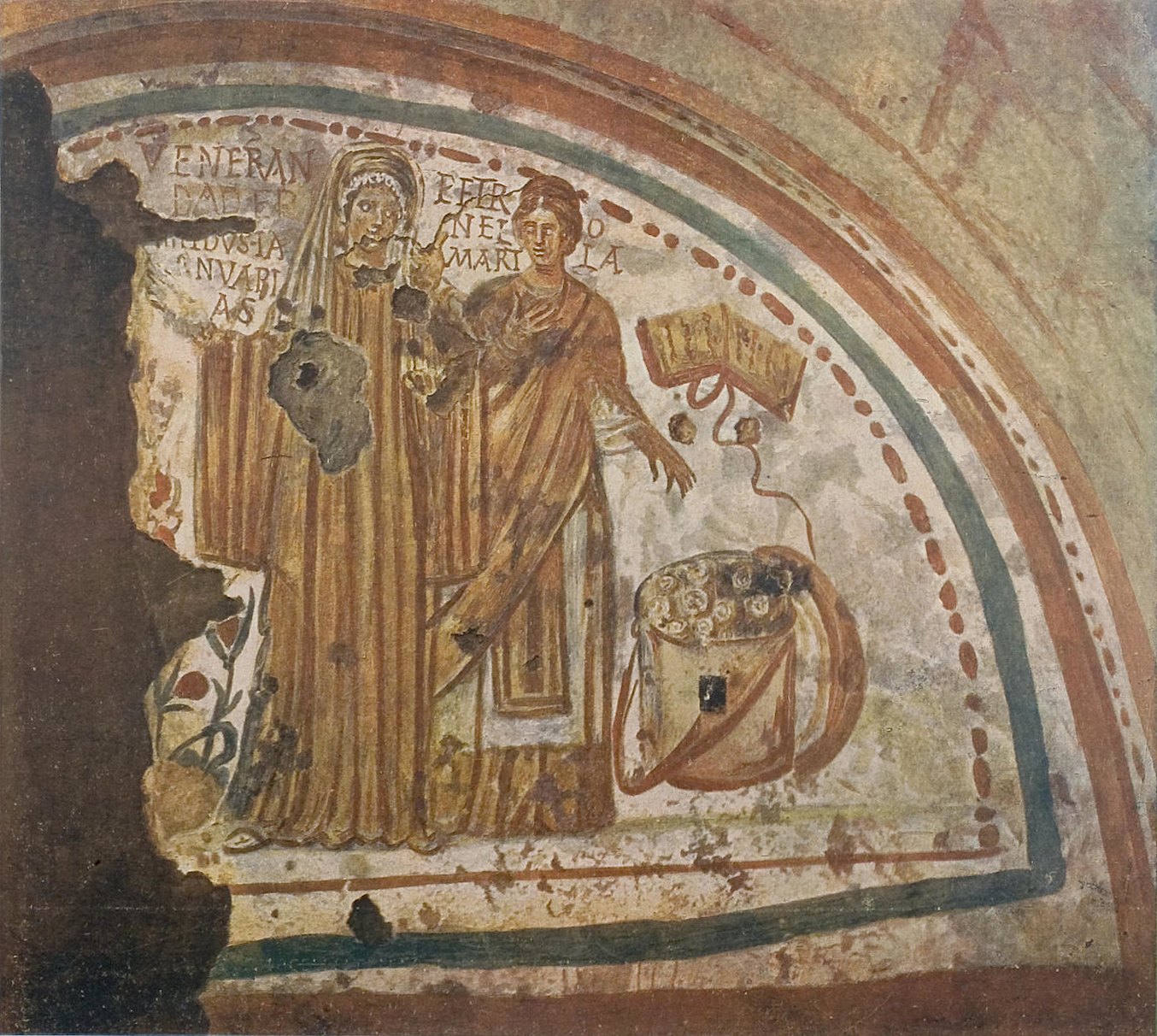
Petronilla begleitet Veneranda in den Himmel

Venerandas Körper wurde in den Domitilla-Katakomben in Rom in einem Arkosolium bestattet. An der Rückwand befindet sich ein Fresko aus dem 4. Jahrhundert. Veneranda ist in Orantenhaltung dargestellt, bekleidet mit einer weiten Dalmatik und mit verhülltem Haupt. Zu ihrer Rechten befinden sich rote Blumen, als Symbol für den paradiesischen Garten, in den sie durch die Heilige Petronilla in Tunika und Pallium eingeführt wird. Petronilla zeigt mit ihrer Linken auf ein offen stehendes Gefäß mit Schriftrollen, von denen eine weiter oben offen ausgebreitet ist. Es ist das Symbol für das Gesetz Gottes, das die Verstorbene treu beobachtet und so den ewigen Lohn verdient hat.

## Überlieferungen
Ihr Tod ist geheimnisumwittert. Man erzählt, dass ihr Leichnam zuerst nach Ascoli Piceno und dann im 14. Jahrhundert nach Rom gebracht wurde.
In Grotte im Freien Gemeindekonsortium Agrigent auf Sizilien wird behauptet, dass sie sich predigend von Gallien von Ort zu Ort begab, bis sie nach Grotte kam, wo sie nachts entführt und nach Acireale gebracht wurde, wo sie gemartert und enthauptet wurde.
In Acireale in der Metropolitanstadt Catania auf Sizilien wird behauptet, sie sei dort geboren und dort am 26. Juli 143 getötet und am 14. November durch den Christen Antimos bestattet worden.

### Venera von Grotte
Nach einer Überlieferung wurde Veneranda am Karfreitag des Jahres 100 von frommen und hingebungsvollen Eltern Agathon und Ippolita geboren.
Nach der Legende soll die in den heiligen Schriften ausgebildeten Veneranda ihre Heimat verlassen haben und sich mir großem Eifer der Evangelisierung hingegeben haben. Von Gallien aus soll sie sich von Ort zu Ort begeben haben bis nach Grotte gekommen wäre.
Hier soll sie in einer Höhle gepredigt und gelebt haben. Angezogen von der Gastfreundschaft, dem Glauben und den Entbehrungen, in der die örtliche Bevölkerung gelebt habe, soll sie den Wunsch ausgedrückt haben, in Grotte bleiben zu dürfen, in der damals einige hundert Familien gelebt haben. Ihre häufigen Besuche am Krankenbett sollen einen anhaltenden Rosenduft hinterließen haben.
Eines Nachts soll sie entführt und nach Acireale gebracht worden sein, wo sie in kochendes Öl getaucht wurde, aus dem sie noch schöner als zuvor herausgekommen sein soll, später aber enthauptet wurde und in den Domitilla-Katakomben in Rom bestattet wurde.
Venera ist die Schutzheilige von Grotte. Dargestellt wird sie mit einer Palme, die mit drei Kronen geschmückt ist, um darauf hinzuweisen, dass sie Jungfrau, Apostel und Märtyrerin war.

### Venera von Acireale

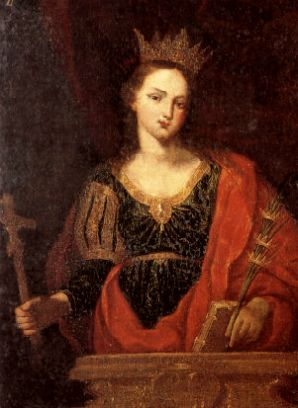
Giacinto Platania: Santa Venera von Acireale (17. Jahrhundert)

Der Überlieferung nach soll Venera am Karfreitag im Jahr 100 im römischen Gebiet der Thermen von Xifhonia (in der Nähe von Acireale) von wohlhabenden, frommen und hingebungsvollen Eltern Agathon und Ippolita aus Gallien geboren worden sein. Venera soll nach den Grundsätzen des Christentums aufgewachsen und in den aktuellen Thermalbädern Santa Venera soll sie Krankenhilfe praktiziert haben.
Als sie 20 war, sollen ihre Eltern gestorben sein und sie soll all ihre Besitztümer den Armen gestiftet und eine intensive Arbeit des Apostolats begonnen haben. Für diese leidenschaftliche Tätigkeit wäre sie am 26. Juli 143 in Gallia cisalpina enthauptet worden.
Am 14. November wird in der  Kathedrale von Acireale mit einer kirchlichen Zeremonie die Überführung der Reliquien (1642) der Heiligen aus Ascoli Piceno gefeiert. Der Kult der Schutzpatronin von Acireale wurde am 20. Januar 1651 eingeführt. Die Reliquien werden in einer Reliquienbüste in einer speziellen Nische der prächtigen Kapelle Santa Venera auf der rechten Seite des Querschiffs der aktuellen Kathedrale das ganze Jahr über aufbewahrt.

## Der Kult

### Ercolano
Veneranda findet man in einigen Episoden, die sich auf die Basilika Santa Maria in Pugliano in Ercolano beziehen. In der zweiten Hälfte des 17. Jahrhunderts, zur Zeit von Papst Alexander VII., wurde (wie es in den vergangenen Jahrhunderten üblich war) dem Bevollmächtigten der Unbeschuhten Karmeliten in Rom, eine Reliquie von der Märtyrerin Veneranda übergeben.
Diese Reliquie wurde dann dem Karmelit des Klosters Torre del Greco, Pater Simone übergeben. Da dieser der Kapelle des Heiligen Geistes, die letzte im linken Seitenschiff der Basilika Santa Maria in Pugliano, sehr ergeben war, übergab er die erwähnte Reliquie als Beweis seiner Hingabe. Die Gläubigen von Ercolano empfingen dieses Geschenk mit Glauben, Freude, mit öffentlichen Festen und errichteten in der Kapelle des Heiligen Geistes einen Altar, der der Heiligen gewidmet ist. Im Ort begann eine starke Verehrung.
Im Ort begann eine starke Verehrung. Die Gläubigen von Ercolano empfingen dieses Geschenk mit Freude und Festen und errichteten in der Kapelle des Heiligen Geistes einen Altar, der der Heiligen gewidmet ist. Über dem Altar befindet sich ein Gemälde der Heiligen aus dem 17. Jahrhundert.
Die Heilige wird stehend mit der Taube des Heiligen Geistes auf ihrem Kopf dargestellt. In der rechten Hand hält sie das Kruzifix und mit der linken einen Pilgerstab und eine Palme, Symbol des Martyriums.
Die Reliquie in der Mitte einer halbkupfernen Büste die mit Silber bedeckt war, wurde von den Franzosen zusammen mit dem Silber während der Schlacht vom 14. Juni 1799 entfernt. In der Basilika blieb nur die Kupferbüste.

### Mortara

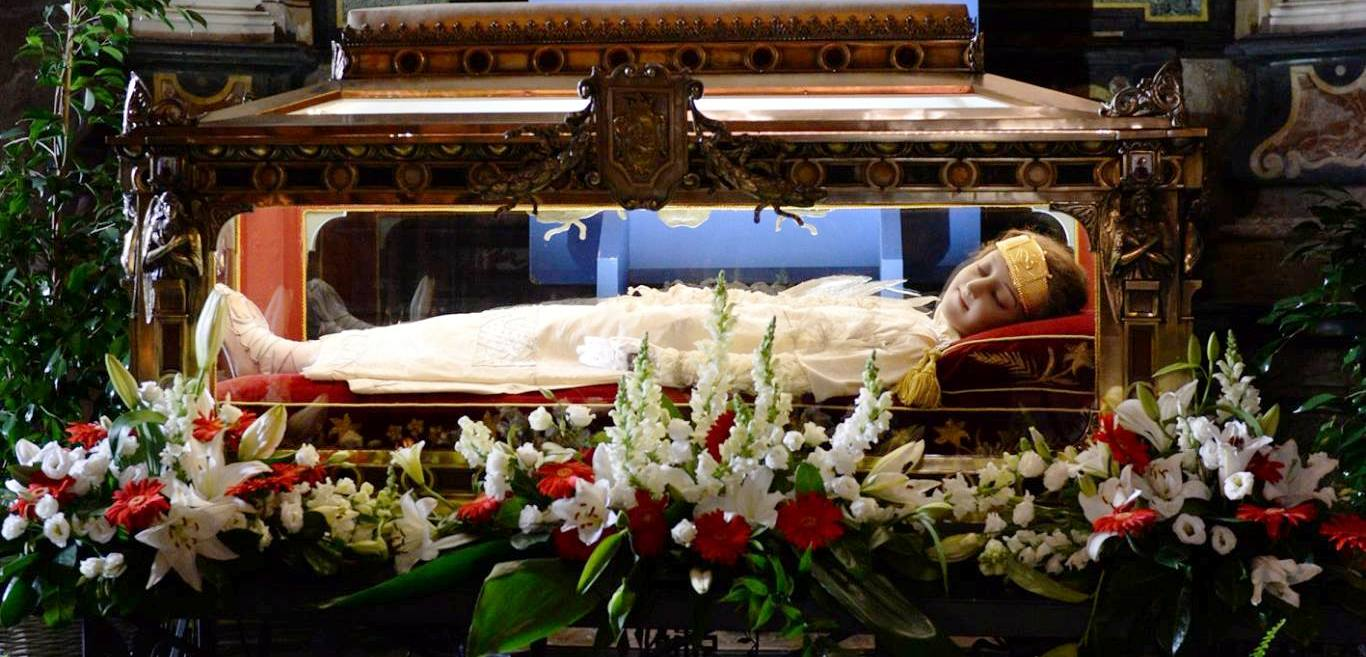
Veneranda in der Kirche San Carlo Borromeo in Mortara

Nach Mortara kamen Verandas Überreste am 4. Mai 1651. Die kirchlichen Behörden brachten sie in der Kirche San Carlo Borromeo in einer Urne unter.
1925 wurde beschlossen, die Urne, die die Reste der Veneranda enthielt, zu erneuern. Es wurde eine Erkundung der Knochen durchgeführt oder besser gesagt, alles was noch übrig war, wurde mit einem Wachskopf und mit Armen und Händen aus Holz zusammengesetzt und in einem Glasgehäuse in einem Simulacrum aufbewahrt.
Sie bekam ein sanftes Gesicht mit geschlossenen Augen und wurde wieder in „ihre“ Kirche gebracht, wo sie unter dem Hochaltar ihren Platz fand.